# C. D. Broad
Charlie Dunbar Broad (30 de dezembro de 1887 - 11 de março de 1971), geralmente citado como C.D. Broad, foi um epistemólogo, historiador da filosofia, filósofo da ciência, filósofo moral e escritor sobre os aspectos filosóficos da pesquisa parapsíquica. Ele era conhecido por seus exames minuciosos e desapaixonados de argumentos em trabalhos como o Pensamento Científico, publicado em 1923, A Mente e Seu Lugar na Natureza, publicado em 1925, e Um Exame da Filosofia de McTaggart, publicado em 1933.
O ensaio de Broad sobre "Determinismo, Indeterminismo e Libertarianismo" em Ética e História da Filosofia (1952) introduziu os termos filosóficos "causalidade ocorrente" e "causação não ocorrente", que se tornaram a base para o "agente causal" e "evento causal" distinções nos debates sobre o livre arbítrio libertário .

## Biografia
Broad nasceu em Harlesden, em Middlesex, Inglaterra. Ele estudou no Dulwich College de 1900 a 1906. Ele ganhou uma bolsa para estudar no Trinity College, Cambridge, em 1906. Em 1910, ele se formou com honras de primeira classe, com distinção.
Em 1911, tornou-se membro do Trinity College. Era um cargo não residencial, o que lhe permitiu aceitar também um cargo para o qual se candidatara como professor assistente na Universidade St Andrews . Mais tarde, ele foi professor na Universidade St Andrews e permaneceu lá até 1920. Foi nomeado professor na Universidade de Bristol em 1920 e trabalhou lá até 1923, quando retornou ao Trinity College como professor da faculdade. Foi professor de ciências morais na Faculdade de Filosofia da Universidade de Cambridge de 1926 a 1931. Em 1931, ele foi nomeado "Sidgwick Lecturer" na Universidade de Cambridge. Ele manteve essa função até 1933, quando foi nomeado professor de Filosofia Moral da Knightbridge na Universidade de Cambridge, cargo que ocupou por vinte anos, até 1953.
Broad foi presidente da Sociedade Aristotélica de 1927 a 1928 e novamente de 1954 a 1955. Ele também foi presidente da Sociedade de Pesquisa Psíquica em 1935 e 1958.
Broad era abertamente homossexual numa época em que atos homossexuais eram ilegais. Em março de 1958, Broad, juntamente com seus colegas filósofos AJ Ayer e Bertrand Russell, o escritor JB Priestley e 27 outros, enviaram uma carta ao The Times que pedia a aceitação da recomendação do Relatório Wolfenden de que os atos homossexuais 'não deveriam mais ser um crime'. .

## Pesquisa parapsíquica
Broad argumentou que, se a pesquisa mostrasse que eventos parapsíquicos ocorrem, isso desafiaria as teorias filosóficas dos " princípios limitadores básicos " em pelo menos cinco maneiras:
1. A causação reversa, o futuro que afeta o passado, é rejeitada por muitos filósofos, mas seria demonstrado que ocorreria se, por exemplo, as pessoas pudessem prever o futuro.
2. Um argumento comum contra o dualismo (isto é, a crença de que enquanto os corpos são entidades físicas, as mentes são um tipo diferente e não físico de entidade) é que as coisas físicas e não físicas não podem interagir. No entanto, isso seria possível se as pessoas pudessem mover objetos físicos pelo pensamento ( telecinesia ).
3. Da mesma forma, os filósofos tendem a ser céticos em relação às alegações de que "coisas" não-físicas poderiam interagir com qualquer coisa. Isso também seria desafiado se se mostrar que as mentes são capazes de se comunicar, como seria o caso se a leitura da mente fosse possível.
4. Os filósofos geralmente aceitam que só podemos aprender sobre o mundo através da razão e da percepção. Essa crença seria contestada se as pessoas fossem capazes de perceber psiquicamente eventos em outros lugares.
5. Os filósofos fisicalistas acreditam que não pode haver pessoas sem corpos. Se fosse mostrado que fantasmas existem, essa visão seria contestada.[4]

## Livre arbítrio
Em seu ensaio "Determinismo, Indeterminismo e Libertarianismo", Broad argumentou por uma "causa não ocorrente" como "literalmente determinada pelo agente ou pelo self". O agente pode ser considerado uma substância ou continuante, e não uma causa total que contém  eventos e disposições do agente como fatores. Assim, nossos esforços seriam completamente determinados, mas suas causas não seriam eventos anteriores.
Novas séries de eventos teriam então origem, que ele chamou de "continuantes". Estes são essencialmente causa sui .
Peter van Inwagen diz que Broad formulou uma excelente versão do que chamou de "Argumento de Consequência" em defesa do incompatibilismo .

## Trabalho
- «Percepção, física e realidade.». Uma investigação sobre as informações que a ciência física pode fornecer sobre o real. Londres: Cambridge University Press, 1914 ( PDF )
- Pensamento científico. Nova York: Harcourt, Brace and Co., 1923
- A Mente e seu lugar na natureza.Londres: Kegan Paul, 1925
- A filosofia de Francis Bacon.Cambridge: Cambridge University Press, 1926
- Cinco tipos de teoria ética.Nova York: Harcourt, Brace and Co., 1930
- Pensamentos de guerra em tempo de paz.Londres: Humphrey Milford, 1931
- Um exame da filosofia de McTaggart.Vol. 1 Cambridge University Press, 1933
- Determinismo, interdeterminismo e libertarianismo.Cambridge University Press, 1934
- Um exame da filosofia de McTaggart.Vol. 2) Cambridge University Press, 1938
- Ética e História da Filosofia, Londres: Routledge, 1952; Reimpressão 2000, ISBN   0-415-22530-2
- Religião, Filosofia e Psychic Research, Londres: Routledge, 1953; Reimpressão 2000, ISBN 0-415-22558-2
- Personalidade humana e a possibilidade de sua sobrevivência. Universidade da Califórnia Press, 1955
- Identidade pessoal e sobrevivência. Sociedade de Pesquisa Psíquica, Londres 1958
- Palestras sobre Pesquisa Psíquica. Incorporando as Palestras Perrott ministradas na Universidade de Cambridge em 1959 e 1960. Nova York: Humanities Press, 1962 (contém a investigação de Saltmarsh sobre a mediunidade de Mrs. Warren Elliott )
- Indução, Probabilidade e Causação. Artigos selecionados de CD Broad , Dordrecht: Reidel, 1968
- Ensaios críticos de Broad na filosofia moral, Nova York: Humanities Press, 1971
- Leibniz: Uma Introdução, Cambridge: Cambridge University Press, 1975, ISBN 0-521-20691-X
- Argumento de Berkeley. Pub da Casa Haskell, 1976
- Kant: An Introduction, Cambridge: Cambridge University Press, 1978, ISBN 0-521-21755-5
- Ethics, Dordrecht: Nijhoff, 1985